# Fialová
Fialová (od Viola, fialka) je barva na okraji barevného spektra mezi modrou a neviditelnou ultrafialovou (UV). Její vlnová délka je zhruba 380–450 nm.
Z hlediska skládání barev je to pak kterákoli z barev mezi červenou a modrou. Fialová s větším podílem červené je purpurová a magenta, naopak větší podíl modré má indigo nebo ultramarín.
V minulosti byla fialová nebo purpurová barva považována za velmi vzácnou. Jejich barvivo mělo vyšší cenu než zlato. Fialová barva byla připravována z malých mořských plžů v Libanonu, jejichž těla obsahují látky sloužících ke tvorbě barviva. Ke vzniku jednoho gramu fialové barvy, je potřeba více než 10 000 hlemýžďů.

## Použití a symbolika

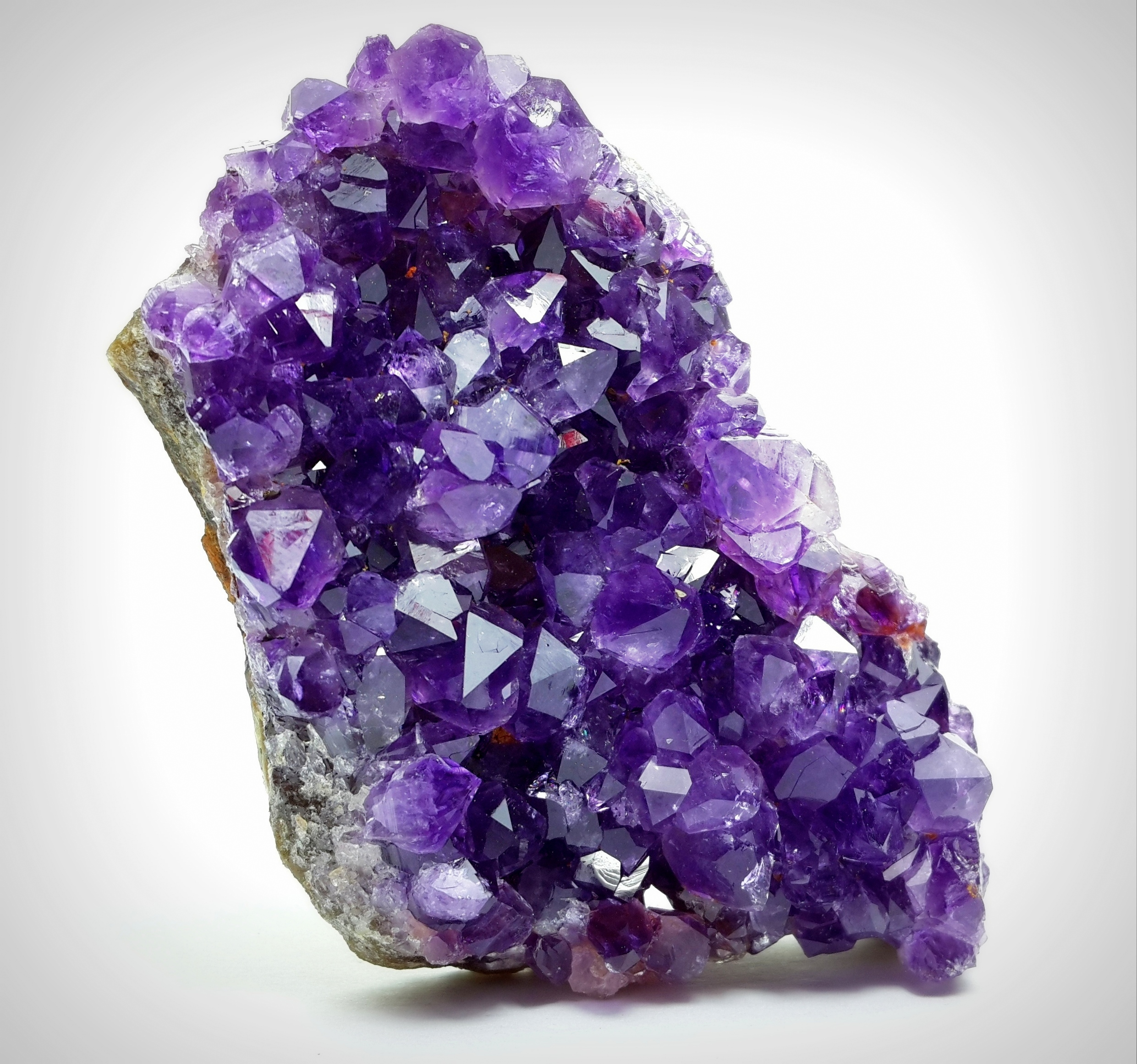
Ametyst, fialový nerost

V západních církvích je fialová liturgickou barvou pro advent, postní dobu a některé další příležitosti. Fialová je také barva biskupů a arcibiskupů,
Fialovým trojúhelníkem byli v nacistických koncentračních táborech označováni svědkové Jehovovi.
Jediné dvě státní vlajky, na kterých je použita fialová barva (a to ještě ve velmi malém množství) jsou vlajky dominická a nikaragujská.

Dominická vlajka
Nikaragujská vlajka

## Využití
- V barevném značení rezistorů, kondenzátorů a cívek znamená fialová barva číslici 7, toleranci ±0,1 % nebo násobek 10e7.
- V barevném značení elektrických kabelů podle standardů IEC znamená fialová barva napájecí vodič trolejového vedení.
- Vězeňská služba České republiky má fialovou barvu jako podkladní znak služebního znaku a svá služební vozidla značí podélným fialovým pruhem na bílém podkladu.
- V justici se fialovou barvou lemují taláry členů soudního senátu a samosoudců.